# Hot & Wet
Hot & Wet è il quarto album del gruppo R&B 112, pubblicato in collaborazione dalla Bad Boy e dalla Def Soul nel 2003. Il primo singolo estratto è stato il brano Na, Na, Na, realizzato con la partecipazione dell'artista giamaicano Super Cat; il secondo brano pubblicato come singolo è stata la title track Hot & Wet.

## Tracce
1. Intro - Medley - 2:32
2. It's Goin' Down 2Nite (featuring T.I.) - 4:42
3. Hot & Wet (featuring Ludacris) - 3:41
4. Unbelievable - 4:17
5. Everyday - 4:29
6. I Belong to You (Interlude) - 1:23
7. Right Here for You - 5:13
8. All My Love - 4:41
9. You Said - 4:16
10. Knock U Down (Interlude) - 1:46
11. Knock U Down - 4:21
12. Hot & Wet (Remix) (featuring Ludacris & Chingy) - 4:15
13. Na, Na, Na (featuring Super Cat) - 3:40
14. Give It to Me - 3:58
15. Slip Away - 4:37
16. Say Yes - 4:01
17. Man's World - 5:03

## Singoli
1. Na, Na, Na (featuring Super Cat)
2. Hot & Wet (featuring Ludacris)
3. Right Here for You